# Elezioni parlamentari in Lituania del 1996
Le elezioni parlamentari in Lituania del 1996 si tennero il 20 ottobre (primo turno) e il 10 novembre (secondo turno) per il rinnovo del Seimas. In seguito all'esito elettorale, Gediminas Vagnorius, espressione di Unione della Patria, divenne Primo ministro; nel 1999 fu sostituito da Rolandas Paksas, cui seguì Andrius Kubilius.

## Risultati
| Liste                                                       | Riepilogo nazionale | Riepilogo nazionale | Riepilogo nazionale | Seggi   | Seggi  |
| Liste                                                       | Voti                | %                   | Seggi               | Collegi | Totale |
| ----------------------------------------------------------- | ------------------- | ------------------- | ------------------- | ------- | ------ |
| Unione della Patria - Conservatori di Lituania              | 409.585             | 31,34               | 33                  | 37      | 70     |
| Partito dei Democratici Cristiani di Lituania               | 136.259             | 10,43               | 11                  | 5       | 16     |
| Partito Democratico del Lavoro di Lituania                  | 130.837             | 10,01               | 10                  | 2       | 12     |
| Unione di Centro di Lituania                                | 113.333             | 8,67                | 9                   | 4       | 13     |
| Partito Socialdemocratico di Lituania                       | 90.756              | 6,94                | 7                   | 5       | 12     |
| Giovane Lituania                                            | 52.423              | 4,01                | -                   | 1       | 1      |
| Partito delle Donne di Lituania                             | 50.494              | 3,86                | -                   | 1       | 1      |
| Unione dei Democratici Cristiani                            | 42.346              | 3,24                | -                   | 1       | 1      |
| Azione Elettorale dei Polacchi in Lituania                  | 40.941              | 3,13                | -                   | 1       | 1      |
| Alleanza delle Minoranze Nazionali Lituane                  | 33.389              | 2,55                | -                   | -       | -      |
| LTS - LDP                                                   | 28.744              | 2,20                | -                   | 3       | 3      |
| Unione dei Liberali di Lituania                             | 25.279              | 1,93                | -                   | 1       | 1      |
| Partito dei Contadini di Lituania                           | 22.826              | 1,75                | -                   | 1       | 1      |
| Unione dei Russi di Lituania                                | 22.395              | 1,71                | -                   | -       | -      |
| Unione dei Prigionieri Politici e dei Deportati di Lituania | 20.580              | 1,57                | -                   | 1       | 1      |
| Unione della Libertà di Lituania                            | 20.511              | 1,57                | -                   | -       | -      |
| Partito Economico di Lituania                               | 16.475              | 1,26                | -                   | -       | -      |
| Lega della Libertà di Lituania                              | 12.562              | 0,96                | -                   | -       | -      |
| Unione per la Giustizia Sociale di Lituania                 | 12.234              | 0,94                | -                   | -       | -      |
| Partito dei Socialisti di Lituania                          | 9.985               | 0,76                | -                   | -       | -      |
| Partito dei Repubblicani                                    | 5.063               | 0,39                | -                   | -       | -      |
| Partito del Progresso della Nazione                         | 3.922               | 0,30                | -                   | -       | -      |
| Partito della Vita Logica di Lituania                       | 3.361               | 0,26                | -                   | -       | -      |
| Partito Popolare di Lituania                                | 2.622               | 0,20                | -                   | -       | -      |
| Indipendenti                                                | -                   | -                   | -                   | 4       | 4      |
| Totale                                                      | 1.306.922           |                     | 70                  | 67      | 137    |

Il plenum di 141 seggi non fu raggiunto in quanto in quattro collegi l'affluenza al voto non raggiunse il 40%. Le elezioni in tali collegi si tennero il 23 marzo 1997.